# Order Przyjaźni (Federacja Rosyjska)
Order Przyjaźni (ros. Орден Дружбы) – odznaczenie Federacji Rosyjskiej ustanowione dekretem Prezydenta Federacji Rosyjskiej nr 442 z dnia 2 marca 1994 roku. Przyznawane za szerzenie przyjaźni i współpracy między narodami.

## Odznaczeni
Po inwazji tego kraju na Ukrainę z 24 lutego 2022 wcześniej przyjęty order zwrócili władzom Rosji obywatele Niemiec Ernst-Jörg von Studnitz (były ambasador), Erwin Sellering (były premier Meklemburgii-Pomorza Przedniego).